# Rose Parade

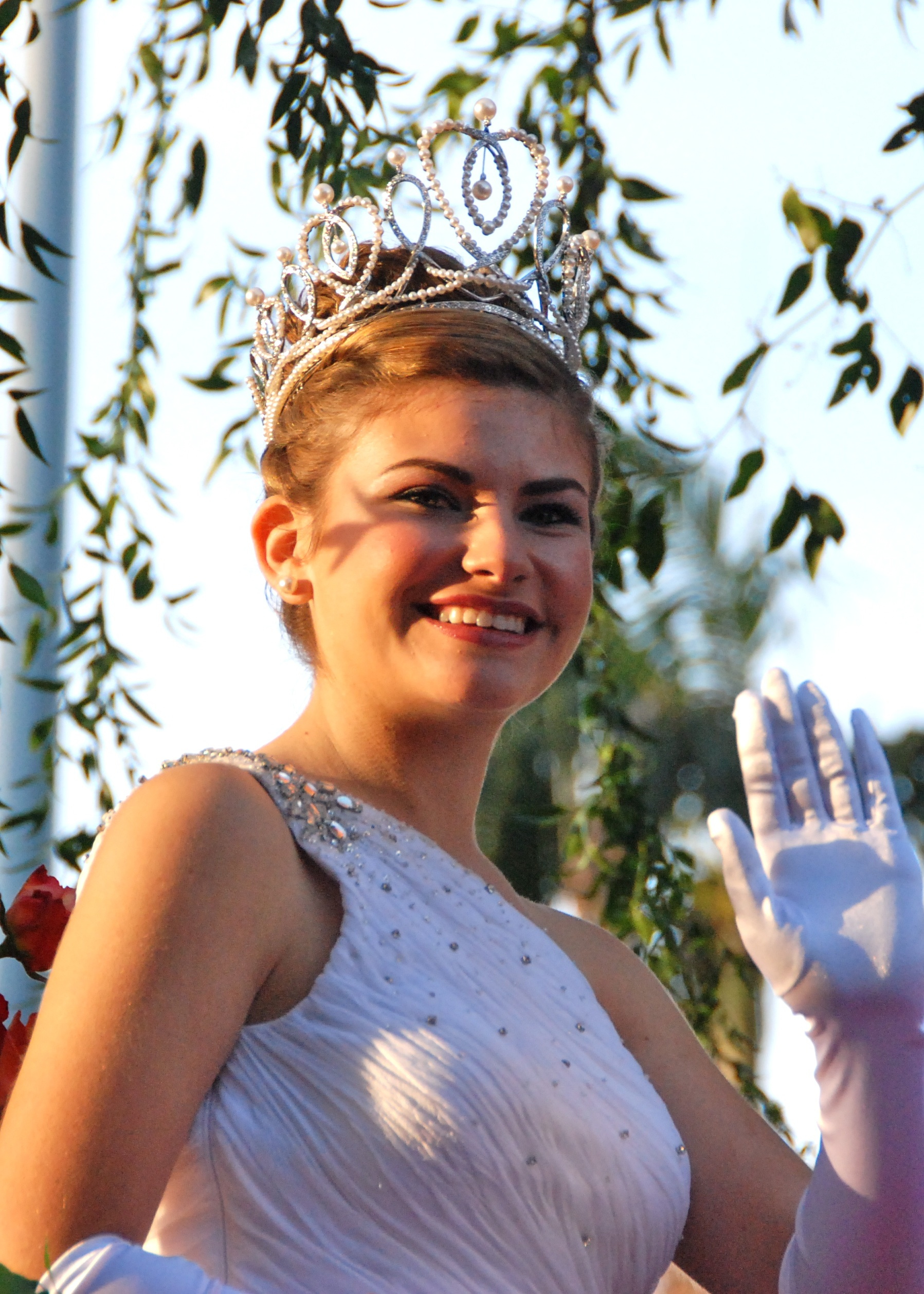
Natalie Innocenzi, 2010 Rose Queen

Die Rose Parade (deutsch Rosenparade; eigentlich Tournament of Roses Parade) ist die größte Parade Kaliforniens. Sie findet jährlich am 1. Januar statt, sofern es kein Sonntag ist, und wird von mehr als einer Million Zuschauer besucht, daneben wird sie im Fernsehen live übertragen.
Sie wurde am 1. Januar 1890 gegründet und in Pasadena, das acht Meilen (13 Kilometer) nordöstlich von Downtown Los Angeles gelegen ist, zum ersten Mal abgehalten. Seit dem 1. Januar 1923 schließt sich an die Parade das sog. Rose Bowl College-Football-Spiel an. Die Verlegung des Rose Bowl auf den 4. Januar in den Jahren 2002 und 2006 wegen des BCS National Championship Game führte zu nicht unerheblichen Protesten. Wegen der COVID-19-Pandemie musste 2021 erstmals die Rose Parade abgesagt werden und konnte 2022 nur unter Einschränkungen stattfinden.